# Östersunds kontrakt
Östersunds kontrakt var ett kontrakt inom Svenska kyrkan i Härnösands stift. Kontraktet upphörde 2018 då Brunflo, Marieby, Lockne och Näs församlingar överfördes till Södra Jämtland-Härjedalens kontrakt och övriga till Norra Jämtlands kontrakt.
Östersunds kontrakt omfattade de församlingar som ligger i Östersunds kommun. Kontraktskod var 1010.

## Administrativ historik
Kontraktet bildades 1922 av hela Jämtlands östra kontrakt
Kontraktet omfattade före 1962
- Bräcke församling som 1932 övergick i Ragunda kontrakt
- Nyhems församling som 1932 övergick i Ragunda kontrakt
- Ragunda församling som 1932 övergick i Ragunda kontrakt
- Hällesjö församling som 1932 övergick i Ragunda kontrakt
- Håsjö församling som 1932 övergick i Ragunda kontrakt
- Fors församling som 1932 övergick i Ragunda kontrakt
- Stuguns församling som 1932 övergick i Ragunda kontrakt
- Borgvattnets församling som 1932 övergick i Ragunda kontrakt
- Revsunds församling som 2001 övergick i Bräcke-Ragunda kontrakt
- Bodsjö församling som 2001 övergick i Bräcke-Ragunda kontrakt
- Sundsjö församling som 2001 övergick i Bräcke-Ragunda kontrakt
- Brunflo församling
- Marieby församling
- Lockne församling
- Östersunds församling
- Frösö församling som 2014 uppgick i Frösö, Sunne och Norderö församling
- Hackås församling som 1962 överfördes till Ovikens kontrakt
- Gillhovs församling som 1926 uppgick i Hackås församling
- Sunne församling som 1962 överfördes till Ovikens kontrakt men senast 1998 återgick till Östersunds kontrakt och som 2014 uppgick i Frösö, Sunne och Norderö församling
- Norderö församling  som 1962 överfördes till Ovikens kontrakt men senast 1998 återgick till Östersunds kontrakt och som 2014 uppgick i Frösö, Sunne och Norderö församling
- Näs församling som 1962 överfördes till Ovikens kontrakt men senast 1998 återgick till Östersunds kontrakt

1962 tillfördes från Ströms kontrakt
- Lits församling som 2010 uppgick i Häggenås-Lit-Kyrkås församling
- Kyrkås församling som 2010 uppgick i Häggenås-Lit-Kyrkås församling
- Häggenås församling som 2010 uppgick i Häggenås-Lit-Kyrkås församling
- Rödöns församling som 2001 övergick till Krokom-Åre kontrakt
- Näskotts församling som 2001 övergick till Krokom-Åre kontrakt
- Aspås församling som 2001 övergick till Krokom-Åre kontrakt]
- Ås församling som 2001 övergick till Krokom-Åre kontrakt